# Bastardi della Renania

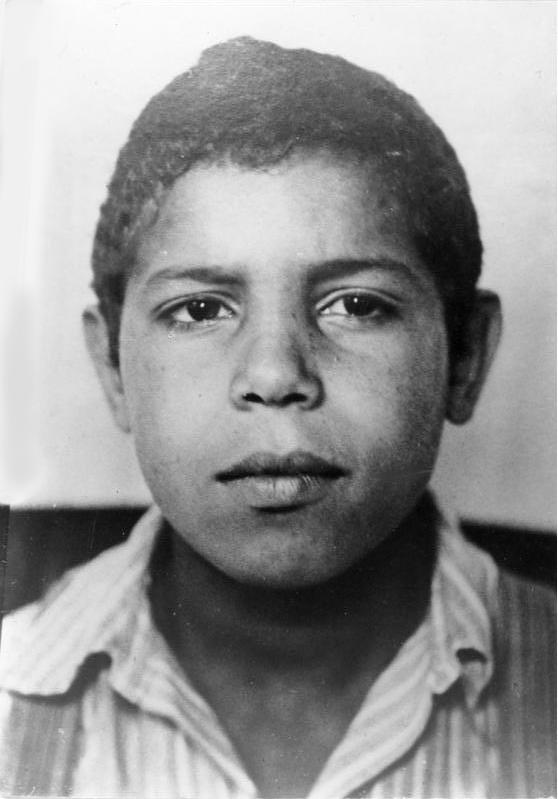
Giovane renano, classificato come bastardo ed ereditariamente inadatto sotto il regime nazista

Bastardo della Renania (in tedesco Rheinlandbastard) era un termine dispregiativo usato nella Germania nazista per descrivere gli afro-tedeschi, che si riteneva procreati dai soldati dell'esercito francese di origine africana che erano di stanza nella Renania durante la sua occupazione da parte della Francia dopo la prima guerra mondiale. Vi sono prove che anche altri afro-tedeschi, nati da unioni tra uomini tedeschi e donne africane nelle ex colonie tedesche in Africa, venissero chiamati Rheinlandbastarde.
Nel 1933, sotto le politiche razziali del nazismo, gli afro-tedeschi considerati Rheinlandbastarde vennero perseguitati e sottoposti a sterilizzazione obbligatoria.

## Storia

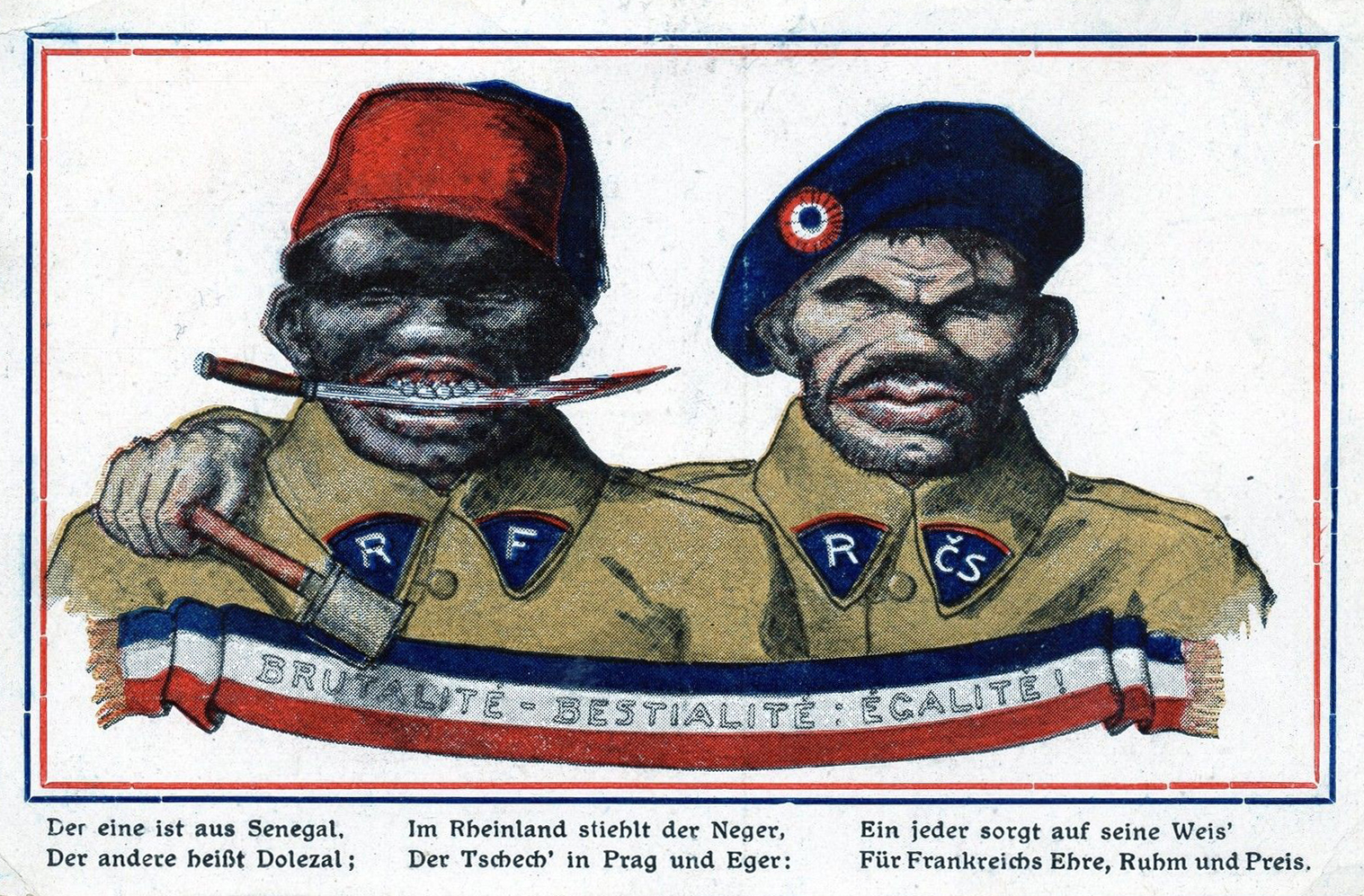
"Brutalità, Bestialità, Uguaglianza". Cartolina tedesca inviata nel gennaio 1923. Un senegalese dell'esercito francese è rappresentato a fianco di un soldato cecoslovacco.

Il termine "bastardo della Renania" può essere fatto risalire al 1919, subito dopo la prima guerra mondiale, quando le truppe dell'Intesa, la maggior parte delle quali francesi, occuparono la Renania. Lo storico britannico Richard J. Evans suggerisce che il numero di bambini di razza mista tra loro non fosse superiore a cinque o seicento.
Tutti i belligeranti della prima guerra mondiale con possedimenti coloniali fecero di tutto per reclutare soldati dalle loro colonie. La Germania era l'unica delle potenze centrali con sostanziali possedimenti d'oltremare; usò numerose truppe non bianche per difendere le sue colonie. Indipendentemente dagli atteggiamenti tedeschi nei confronti degli abitanti indigeni delle colonie tedesche, la mancanza di controllo della Germania sulle rotte marittime avrebbe reso quasi impossibile, per l'esercito tedesco, portare un numero considerevole di truppe coloniali sui campi di battaglia europei. Nonostante le circostanze esatte, la maggior parte dei tedeschi giunse rapidamente a disprezzare le truppe alleate non bianche e disprezzava la volontà degli Alleati di usare queste truppe in Europa.
I tedeschi di tutto lo spettro politico consideravano l'occupazione una disgrazia nazionale. Molti consideravano tutte le forme di collaborazione e di fraternizzazione con gli occupanti come tradimento immorale (se non illegale). Dalla primavera del 1920 in poi, i giornali tedeschi pubblicarono spesso storie isteriche sul presunto "Orrore nero sul Reno", accusando i soldati senegalesi di aver stuprato regolarmente migliaia di donne e ragazze tedesche quotidianamente. Nel famoso romanzo del 1921 Die Schwarze Schmach: Der Roman des geschändeten Deutschlands (La vergogna nera. Un romanzo della Germania in disgrazia) di Guido Kreutzer, egli scrisse che tutti i bambini di razza mista nati in Renania nacquero "fisicamente e moralmente degenerati" e che non erano affatto tedeschi. Kreutzer dichiarò anche che le madri di questi bambini avevano cessato di essere tedesche nel momento in cui avevano fatto sesso con uomini non bianchi e non avrebbero mai potuto unirsi alla Volksgemeinschaft.
Poiché i tedeschi consideravano l'occupazione esercitata da truppe di "serie B" (un concetto che derivava da stereotipi coloniali e razziali), la loro umiliazione s'intensificò, aumentando l'ostilità nei confronti delle donne e dei bambini in queste unioni. Nel maggio 1920 il ministro degli Esteri del nuovo governo tedesco presentò una protesta al suo omologo francese affermando che "accetteremo la disciplina inferiore tra le vostre truppe bianche se solo ci libererete il più velocemente possibile da questa piaga nera".
Nella stessa Renania, l'opinione locale delle truppe era molto diversa. I soldati erano descritti come "cortesi e spesso popolari", forse perché i soldati coloniali francesi nutrivano meno rancore nei confronti dei tedeschi rispetto agli occupanti francesi stanchi della guerra.
Nel Mein Kampf, Adolf Hitler descrisse i bambini derivanti da qualsiasi tipo di relazione con i soldati d'occupazione africani come una contaminazione della razza bianca da parte "del sangue dei negri sul Reno, nel cuore dell'Europa". Pensava che "gli ebrei fossero responsabili di aver portato i negri nella Renania, con l'idea finale d'imbastardire la razza bianca, che odiano, e abbassarne così il livello culturale e politico in modo che l'ebreo potesse dominare." Insinuò anche che si trattasse di un complotto da parte dei francesi, poiché la popolazione francese veniva sempre più "negrificata".

## Eredità coloniale
La maggior parte della minuscola popolazione multirazziale in Germania era allora costituita dai bambini dei coloni tedeschi e dei missionari delle vecchie colonie in Africa e in Melanesia, che avevano sposato donne del luogo o avuto figli con loro fuori dal matrimonio. Con la perdita dell'impero coloniale tedesco dopo la prima guerra mondiale, alcuni di questi coloni tornarono in Germania con le loro famiglie di razza mista. Mentre la popolazione nera della Germania nazista era piccola – 20-25.000 su una popolazione di oltre 65 milioni – i nazisti decisero di agire contro la cultura nera, che consideravano inferiore, e cercarono di vietare i generi musicali "tradizionalmente neri" come il jazz americano come "musica negra corrotta". Non venne emanata nessuna legge ufficiale contro la popolazione nera o contro i figli di parentela mista, in quanto nati da matrimoni e unioni informali antecedenti le leggi di Norimberga del settembre 1935. Quest'ultime proibivano l'"incrocio delle razze". Tuttavia, i futuri rapporti sessuali e i "matrimoni misti", tra i cosiddetti "ariani" e "non ariani", vennero banditi. Inoltre, le persone di parentela mista vennero completamente private del diritto di sposarsi.
Il governo creò la Sonderkommission 3 ("Commissione Speciale Numero 3") e nominò il dott. Eugen Fischer della Società Kaiser Wilhelm di Antropologia, Eredità Umana ed Eugenetica a capo di essa. Egli venne incaricato di prevenire la procreazione e la riproduzione dei "bastardi della Renania". Venne deciso che i bambini sarebbero stati sterilizzati sotto la Legge per la Prevenzione della Prole con malattie ereditarie del 1933.
Il programma iniziò nel 1937, quando i funzionari locali vennero invitati a riferire su tutti i "bastardi" della Renania sotto la loro giurisdizione. Tutti insieme, circa 800 bambini di parentela mista, vennero arrestati e sterilizzati. Secondo Susan Samples, i nazisti fecero di tutto per nascondere il loro programma di sterilizzazione e aborto.

## Rappresentazione in altri media
- Il romanzo di Esi Edugyan, Alla ricerca di Hieronymus Falk (2011), vede un trombettista jazz afro-tedesco a Berlino, che suona con afroamericani, un ebreo tedesco e un tedesco bianco. Viene travolto dai nazisti come un "bastardo della Renania".
- Quando le mani si sfiorano (2018) diretto da Amma Asante, vede la protagonista Leyna (interpretata da Amandla Stenberg) che viene concepita nell'occupazione post-prima guerra mondiale della Germania da un soldato francese nero e una donna tedesca bianca. Questo film ha ricevuto molte critiche online per la sua interpretazione di Leyna come antisemita e per la romanticizzazione dell'era nazista con una storia d'amore in cui Leyna si innamora di un membro della Gioventù Hitleriana.[14]